# Zlatni ljiljan

Goldene Lilie in der ehemaligen Flagge Bosniens und der Herzegowina

Zlatni ljiljan (deutsch Goldene Lilie) war die höchste militärische Auszeichnung der Armee der Republik Bosnien und Herzegowina während des Bosnienkrieges in Bosnien und Herzegowina. Sie wurde an Soldaten und Offiziere für Mut und Tapferkeit und Taten bei der Bekämpfung des Feindes verliehen.
Die Medaille "Goldene Lilie" ist vergleichbar mit der früheren Auszeichnung Orden des Volkshelden in Jugoslawien.
Die Goldene Lilie wurde an 1.742 Menschen verliehen.
Die sechsfache Goldene Lilie ist Bestandteil der ehemaligen Nationalflagge von Bosnien und Herzegowina von 1992 bis 1998.
Die Goldene Lilie ist Symbol des tausendjährigen Bosnien, sie ist eine endemische Blume, die in einigen Gebieten Bosniens wächst (lat. Lilium bosniacum). Sie gilt als Symbol der Reinheit, Unschuld und Schönheit. Viele bosnische Helden verwendeten sie während der Geschichte, beginnend mit der Adelsfamilie der königlichen Dynastie Kotromanić, als Symbol. Die Lilie war auch charakteristisch für bosnische Höfe und Gärten. Sie findet sich auch eingraviert auf Grabsteinen der bosnischen Märtyrer.
Träger der Auszeichnung (Auswahl)

- Željko Komšić, Mitglied des Staatspräsidiums von Bosnien und Herzegowina
- Dragan Vikić, bosnischer Polizist, Kriegsveteran, ehemaliger Sportler, ehemaliges Mitglied des Innenministeriums der Republik Bosnien und Herzegowina (RBiH) und Gewinner des Preises vom 6. April der Stadt Sarajevo
- Izet Nanić, Brigadegeneral, Kommandeur der 505. Bužim-Ritterbrigade des 5. Korps der Armee der RBiH. 1994 wurde ihm die Goldene Lilie verliehen
- Naser Orić, Kommandeur von Einheiten der Armee der RBiH während des Krieges in der Gegend von Srebrenica. 1994 wurde ihm das Goldene Lilien-Abzeichen verliehen
- Nezim Muderris Halilović, Imam aus Bosnien und Herzegowina, Halilović erhielt 1994 das Goldene Lilien-Abzeichen als Mitglied der 4. Muslimischen Leichten Brigade des 4. Korps der Armija Republike Bosne i Hercegovine (ARBiH)
- Sead Delić, General der Armee der Republik Bosnien und Herzegowina und der Armee der Föderation Bosnien und Herzegowina, bekannt als einer der Kriegskommandanten des 2. Korps der Armee von Bosnien und Herzegowina. Er wurde 1995 mit der Goldenen Lilie ausgezeichnet

## Einzelnachweis
1. ↑  Listen von Trägern der Auszeichnung Goldene Lilie auf